# Пьетрафитта
Пьетрафитта (итал. Pietrafitta) — коммуна в Италии, располагается в регионе Калабрия, в провинции Козенца.
Население составляет 1422 человека (2008 г.), плотность населения составляет 158 чел./км². Занимает площадь 9 км². Почтовый индекс — 87050. Телефонный код — 0984.
Покровителем коммуны почитается святитель Николай Мирликийский, празднование 6 декабря.

## Демография
Динамика населения:

## Администрация коммуны
- Официальный сайт: http://www.comune.pietrafitta.cs.it/